# 훈등
훈등(勲等)은 공훈에 대해 수여된 등급이다. 일본에서는 율령제도가 나온 당시에는 ‘훈위’(勲位)라고 불렀으며, 훈1등부터 훈12등까지 12등급이 있었다. 또한 위계훈등처럼 서훈은 위계에 따라 이루어졌다.
대한제국에서도 1900년 4월 17일에 《훈장조례》를 통해 훈등을 나누었다. 대한제국의 훈등은 대훈위, 훈, 공 3가지 종류로 구분되었으며, 훈과 공은 각각 1등부터 8등까지 나뉘었다.

## 역사
훈위는 무공에 의해 주어진 정3위에서 종8위까지의 위계에 해당하는 것이었지만, 실제로는 해당 위계보다 낮은 대우(조신은 위계를 가지지 않았고, 훈위를 가진 자는 무위로 추급)를 받았다. 음위와 과역 면제 적용은 해당하는 위계보다 아래의 위계에 준한 취급으로 인척에 과역 면제 적용이 없었다. 훈7등 다음부터 위계가 없는 자는 서인으로 임명가능한 관직 (목장 牧長. 목장 牧帳, 봉장 烽長, 주정 主政, 주장 主帳, 대의 大毅, 소의 少毅) 밖에 할 수 없었다. 위봉(位封), 위전(位田), 위록(位禄), 자인(資人)에 머물러 위계가 초위 또는 무위자가 훈위를 받음으로써 임관에 약간 유리할 정도의 장점 밖에 없었다고 한다. 물론 위계를 부여하는 사람이 적은 지역 사회에서 일정한 의미를 가지고 (목장 이하의 관직은 모두 지방의 말단 직책에 해당) 후지와라노나가마로의 난에 의한 전공들에게 대량의 훈위가 주어진 고켄 천황의 시대에는 대우의 개선을 도모할 수 있다. 그러나 헤이안 시대에 들어가면서 무공에 대한 훈위가 아니라 외위(外位)를 주는 경향이 강해졌고, 10세기에는 훈위가 사라지기에 이르렀다.
훈위가 사실상 소멸된 헤이안 시대부터 에도 시대에 이르기까지 벼슬 즉 위계와 관직 이 유일하게 귀족이나 무사의 신분제에서 활용되게 된다.
메이지 시대에 들어 1875년(메이지 8년)에 태정관포고에 따른 훈등, 상패(상패는 이듬해 훈장으로 개칭)의 제도가 훈장의 등급으로 훈등(훈1등에서 훈8등까지)이 제정되었다. 이어 이듬해 1876년에 조서에 따른 대훈위가 최상위 훈등으로 제정되었다. 훈장 수여에 있어서는 먼저 상응하는 훈등을 서임받고, 훈등에 해당하는 훈장이 수여되는 것으로 되었다. (授章 수장). 1890년에는 금치훈장이 제정되어 훈등 외에 군인에게 수여되는 공급이라는 등급도 만들어졌다.
전후, 금치훈장이 폐지되었고, 아울러 일반 서훈(현직 관원 등의 서훈)도 잠시 중단되었다가, 쇼와 30년대부터는 살아 있는 사람에게 서훈을 주지 않았다. 이케다 하야토 내각 때 전후 처음 훈장 제도의 운용이 부활하여 오늘에 이르렀다. 훈등에 서임하는 관습이 없어진 지금도 훈등을 사칭하는 것은 위계, 학위 기타 법령에 정한 칭호 또는 외국에서 그들에게 준하는 것을 포함하여 경범죄법 제1조 15항에 의거하여 불법이 되었으며, 위반했을 경우, 구류 또는 과태료를 받게 된다.

## 훈위
훈위는 다음과 같이 나뉜다.
1. 훈1등 (정3위)
2. 훈2등 (종3위)
3. 훈3등 (정4위)
4. 훈4등 (정4위)
5. 훈5등 (정5위)
6. 훈6등 (종5위)

이상은 천황이 칙서를 내린다.
1. 훈7등 (정6위)
2. 훈8등 (종6위)
3. 훈9등 (정7위)
4. 훈10등 (종7위)
5. 훈11등 (정8위)
6. 훈12등 (종8위)

## 훈등
1. 대훈위(大勳位)
2. 훈1등 (勲一等)
3. 훈2등 (勲二等)
4. 훈3등 (勲三等)
5. 훈4등 (勲四等)
6. 훈5등 (勲五等)
7. 훈6등 (勲六等)
8. 훈7등 (勲七等)
9. 훈8등 (勲八等)

## 같이 보기
- 일본의 훈장
- 대한제국의 훈장
- 일본의 영전
- 율령
- 관위
- 위계